# Thegn
Thegn (thane i thayn na Shakespeareovom engleskom), izraz je iz anglosaskog þegn, ðegn koji bi u prijevodu na hrvatski jezik znači "sluga, retainer". Ovim se izrazom obično opisuje aristokratski kralja ili plemića u anglosaskoj Engleskoj. Kad ga se rabi kao izraz kojim se opisuje društveni sloj, označuje većinu aristokracije ispod razine ealdormena i high-reevea. Ovo je također izraz za ranosrednjovjekovnu klasu skandinavskih retainera.

## Vanjske poveznice
- David Roffe, "The King's thegns on the eve of the Norman Conquest" (engleski)
- Mats G. Larsson, "Rinkar, tegnar, karlar svenner" in Populär Historia travanj 2002.  Arhivirana inačica izvorne stranice od 7. studenoga 2007. (Wayback Machine) (švedski)
- Canute, King of the English: Heriots and reliefs, c. 1016 - 1035   Arhivirana inačica izvorne stranice od 28. srpnja 2012. (Wayback Machine): the equivalent of "death duties" on the death of a thegn (engleski)
- Charter of Wolverhampton, 985 AD:  Arhivirana inačica izvorne stranice od 26. lipnja 2004. (Wayback Machine) (engleski)